# کارل ویرتس
 کارل ویرتس (انگلیسی: Karl Wirtz؛ زاده ۲۴ آوریل ۱۹۱۰ درگذشته ۱۹۹۴) یک فیزیک‌دان اهل آلمان بود.